# Antiche unità di misura della provincia di Udine

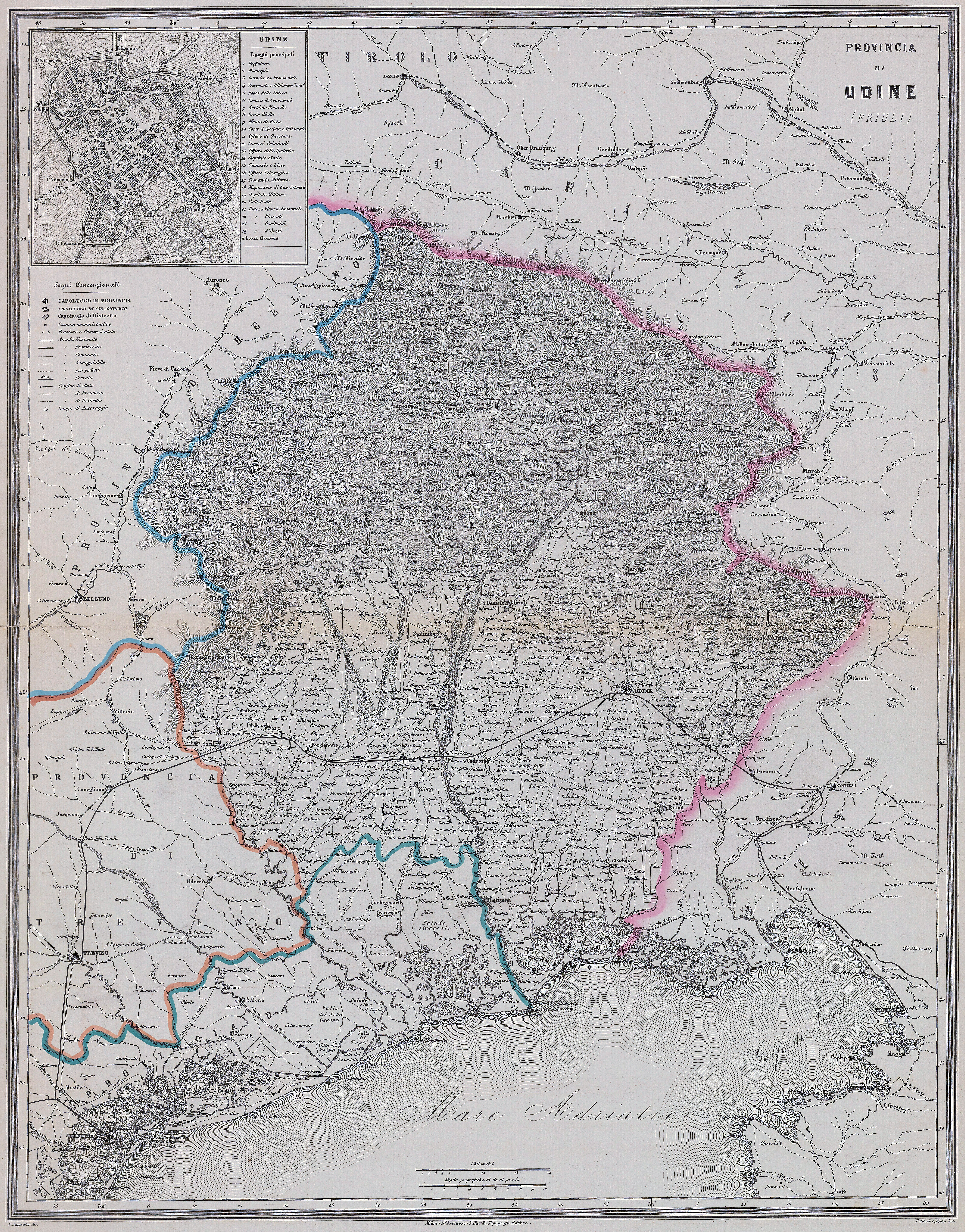
Provincia di Udine, 1860 circa

Sono qui riportate le conversioni tra le antiche unità di misura in uso nella provincia di Udine e il sistema metrico decimale, così come stabilite ufficialmente nel 1877.
Nonostante l'apparente precisione nelle tavole, in molti casi è necessario considerare che i campioni utilizzati (anche per le tavole di epoca napoleonica) erano di fattura approssimativa o discordanti tra loro.

## Misure di lunghezza
| Comuni | Denominazione                | Valore   | Unità |
| --- | ---------------------------- | -------- | ----- |
| Distretti di Udine, Ampezzo, Cividale, Codroipo, S. Daniele del Friuli (meno il comune di Dignano), Gemona, Latisana (meno il comune di Latisana), Maniago (meno il comune di Erto), Moggio, Palma Nuova, S. Pietro al Natisone, Pordenone (meno i comuni di Pordenone, Aviano, Azzano Decimo, Porcia e Prata), Tarcento, Tolmezzo, comuni di Budoia, Caneva, Castelnuovo del Friuli, Anduius, borgata di Vito d'Asio | Braccio da panno             | 0,680981 | m     |
| Distretti di Udine, Ampezzo, Cividale, Codroipo, S. Daniele del Friuli (meno il comune di Dignano), Gemona, Latisana (meno il comune di Latisana), Maniago (meno il comune di Erto), Moggio, Palma Nuova, S. Pietro al Natisone, Pordenone (meno i comuni di Pordenone, Aviano, Azzano Decimo, Porcia e Prata), Tarcento, Tolmezzo, comuni di Budoia, Caneva, Castelnuovo del Friuli, Anduius, borgata di Vito d'Asio | Braccio da seta              | 0,636252 | m     |
| Distretti di Udine, Ampezzo, Cividale, Codroipo, S. Daniele del Friuli (meno il comune di Dignano), Gemona, Latisana (meno il comune di Latisana), Maniago (meno il comune di Erto), Moggio, Palma Nuova, S. Pietro al Natisone, Pordenone (meno i comuni di Pordenone, Aviano, Azzano Decimo, Porcia e Prata), Tarcento, Tolmezzo, comuni di Budoia, Caneva, Castelnuovo del Friuli, Anduius, borgata di Vito d'Asio | Piede da fabbrica e da terra | 0,340490 | m     |
| Comune di Dignano | Braccio da panno             | 0,683396 | m     |
| Comune di Dignano | Braccio da seta              | 0,638721 | m     |
| Distretti di Spilimbergo (meno il comune di Castelnuovo del Friuli e la borgata di Anduius di Vito d'Asio) e San Vito al Tagliamento (meno il comune S. Vito), comuni di Azzano Decimo e Prata di Pordenone | Braccio da panno             | 0,680981 | m     |
| Distretti di Spilimbergo (meno il comune di Castelnuovo del Friuli e la borgata di Anduius di Vito d'Asio) e San Vito al Tagliamento (meno il comune S. Vito), comuni di Azzano Decimo e Prata di Pordenone | Braccio da seta              | 0,636252 | m     |
| Distretti di Spilimbergo (meno il comune di Castelnuovo del Friuli e la borgata di Anduius di Vito d'Asio) e San Vito al Tagliamento (meno il comune S. Vito), comuni di Azzano Decimo e Prata di Pordenone | Piede da fabbrica e da terra | 0,347735 | m     |
| Comune di Latisana | Braccio da panno             | 0,680981 | m     |
| Comune di Latisana | Braccio da seta              | 0,636252 | m     |
| Comune di Latisana | Piede da fabbrica            | 0,340490 | m     |
| Comune di Latisana | Piede agrimensorio           | 0,353760 | m     |
| Comune di Erto | Braccio da panno             | 0,695470 | m     |
| Comune di Erto | Braccio da tela              | 0,765361 | m     |
| Comune di Erto | Braccio da seta              | 0,636252 | m     |
| Comune di Erto | Piede da fabbrica e da terra | 0,347735 | m     |
| Comuni di Pordenone, Azzano Decimo, Brugnera, Poscia, Prata, Chions e borgata di S. Leonardo del comune di Aviano | Braccio da panno             | 0,695470 | m     |
| Comuni di Pordenone, Azzano Decimo, Brugnera, Poscia, Prata, Chions e borgata di S. Leonardo del comune di Aviano | Braccio da seta              | 0,636252 | m     |
| Comuni di Pordenone, Azzano Decimo, Brugnera, Poscia, Prata, Chions e borgata di S. Leonardo del comune di Aviano | Piede da fabbrica e da terra | 0,347735 | m     |
| Comune di Aviano meno la borgata di S. Leonardo | Braccio da panno             | 0,695470 | m     |
| Comune di Aviano meno la borgata di S. Leonardo | Braccio da seta              | 0,636252 | m     |
| Comune di Aviano meno la borgata di S. Leonardo | Piede da fabbrica            | 0,340490 | m     |
| Comune di Aviano meno la borgata di S. Leonardo | Piede agrimensorio           | 0,347735 | m     |
| Comune di Sacile | Braccio da panno             | 0,678599 | m     |
| Comune di Sacile | Braccio da seta              | 0,631776 | m     |
| Comune di Sacile | Piede da fabbrica e da terra | 0,343948 | m     |
| Comune di Polcenigo | Braccio da panno             | 0,680981 | m     |
| Comune di Polcenigo | Braccio da seta              | 0,638721 | m     |
| Comune di Polcenigo | Piede da fabbrica e da terra | 0,343948 | m     |
| Comune di S. Vito al Tagliamento | Braccio da panno             | 0,695470 | m     |
| Comune di S. Vito al Tagliamento | Braccio da seta              | 0,636252 | m     |
| Comune di S. Vito al Tagliamento | Piede da fabbrica e da terra | 0,347735 | m     |
| Comuni di San Vito al Tagliamento e Valvasone | Braccio da panno             | 0,680981 | m     |
| Comuni di San Vito al Tagliamento e Valvasone | Braccio da seta              | 0,636252 | m     |
| Comuni di San Vito al Tagliamento e Valvasone | Piede da fabbrica e da terra | 0,340490 | m     |

Il braccio mercantile da panno e da seta, come il piede da fabbrica e da terra, si divide in 12 once.
Il braccio mercantile nell'uso comune si divide in 4 quarte, la quarta in 4 ottave.
L'oncia del piede da fabbrica si divide in 12 linee.
Cinque piedi fanno un passo.
Sei piedi fanno la pertica, o passo grande.
In Gemona la pertica è di sette piedi.
In Aviano la pertica è di piedi 6 1/2.
Mille passi di Udine fanno il miglio ordinario.
Nei comuni di Brugnora, Budoia e Canova si usava pure il braccio da seta di Sacile.
In Anduius, borgata del comune di Vito d'Asio, si usava pure il braccio da seta di Venezia.
In qualche comune era pure usata talora la misura mercantilo ellen di Vienna, corrispondente a metri 0,72.

## Misure di superficie
| Comuni | Denominazione     | Valore    | Unità |
| --- | ----------------- | --------- | ----- |
| Udine | Zuoia grande      | 5217,0161 | m²    |
| Udine | Zuoia piccola     | 3505,8348 | m²    |
| Distretti di Udine, Ampezzo, Cividale, Codroipo, S. Daniele del Friuli (meno il comune di Dignano), Gemona, Latisana (meno il comune di Latisana), Moggio, Palma Nuova, S. Pietro al Natisone, Tarcento                                                  | Campo             | 3505,8348 | m²    |
| Distretti di Maniago (meno il comune di Erto), Pordenone (meno i comuni di Pordenone ed Aviano), S. Vito al Tagliamento (meno i Comuni di Chions e Valvasone), comuni di Budoia, Caneva, Castelnuovo del Friuli, borgata Anduius frazione di Vito d'Asio | Campo             | 5217,0161 | m²    |
| Distretto Tolmezzo | Settore di Carnia | 2418,39   | m²    |
| Distretto di Spilimbergo (meno il Comune di Castelnuovo del Friuli) e la borgata Anduius frazione di Vito d'Asio | Campo             | 3656,6064 | m²    |
| Valvasone, Chions, Brugnera, Pordenone, Erto, Azzano Decimo, Prata di Pordenone, Porcia | Campo             | 3656,6064 | m²    |
| Dignano | Campo             | 3161,9112 | m²    |
| Gemona | Campo             | 3272,1125 | m²    |
| Latisana | Campo             | 3784,4182 | m²    |
| Sacile, Polcenigo | Campo             | 5323,4989 | m²    |
| Aviano | Campo             | 4291,4339 | m²    |

La zuoia grande di Udine, o campo friulano grande si divide in 1250 tavole o pertiche quadrate.
Il campo friulano piccolo, o zuoia piccola di Udine si divide in 840 tavole.
Ai comuni o borgate di Anduius, Carpacco, Castelnuovo, Cividale, S. Daniele, Vidulis e San Vito, le tavole del 1809 attribuiscono senza distinzione l'uso della misura agraria di Udine. La distinzione fatta qui sopra fra quelli che usano di preferenza la zuoia grande o la piccola è portata dalle nozioni somministrate dalla Prefettura di Udine.
Il settore di Carnia di Tolmezzo è di 800 passi quadrati. Di questa misura indicata dalla prefettura suddetta non è fatta menzione nelle tavole del 1809, le quali a Tolmezzo attribuiscono in genere le misure agrarie di Udine.
I campi di Valvasone, Latisana ed Aviano si dividono in 840 tavole.
La misura agraria di Valvasone, secondo le Tavole del 1809 era usata nei comuni di Porcia, Azzano Decimo e Prata di Pordenone, ai quali ora la Prefettura locale di Udine attribuisce le misure di quella città.
II campo di Dignano si divide in 560 tavole.
Il campo di Gemona si divide in 576 tavole secondo i documenti del 1809 ed in 840 secondo le nozioni date dalla Prefettura.
Il campo di Sacile si divide in 1250 Tavole.

## Misure di volume
| Comuni | Denominazione | Valore | Unità |
| --- | ------------- | ------ | ----- |
| Distretti di Udine, Ampezzo, Cividale, Codroipo, S. Daniele del Friuli (meno il comune di Dignano), Gemona, Latisana, Maniago, Moggio, Palma Nuova, S. Pietro degli Schiavi, Pordenone (meno i comuni di Pordenone, Azzano Decimo, Porcia, Prata e la borgata S. Leonardo d'Aviano), Tarcento, Tolmezzo, comuni di Budoia, Caneva, Castelnuovo, borgata di Anduius | Piede cubo    | 39,474 | L     |
| Distretti di S. Vito e Spilimbergo (meno il comune di Castelnuovo e la borgata di Anduius), comuni di Brugnera, Dignano, Erto, Pordenone, Azzano Decimo, Porcia, Prata e borgata San Leonardo | Piede cubo    | 42,048 | L     |
| Sacile, Polcenigo | Piede cubo    | 40,689 | L     |

Il piede cubo è di 1728 once cube. 125 piedi cubi fanno il passo cubo.

## Misure di capacità per gli aridi
| Comuni | Denominazione | Valore   | Unità |
| --- | ------------- | -------- | ----- |
| Distretti di Udine, Ampezzo, Cividale (meno il comune di Cividale), Codroipo, S. Daniele del Friuli (meno i comuni di S. Daniele e Dignano), Gemona (meno i comuni di Gemona e Venzone), Latisana (meno il comune di Latisana), Maniaco (meno i comuni di Maniago ed Erto), Moggio (meno i comuni di Moggio e Pontebba), Palma Nuova, San Pietro al Natisone, Pordenone (meno i comuni di Pordenone, Aviano, Azzano, Porcia, Prata), Spilimbergo (meno i comuni di Spilimbergo e Castelnuovo e le frazioni Anduius e Cornino), Tarcento, Tolmezzo (meno il comune di Tolmezzo), S. Vito al Tagliamento (meno i comuni di S. Vito, Morsano, Sesto al Reghena, Valvasone e le borgate Prodolone e Frattina), comuni di Budoia e Caneva | Staio         | 73,1591  | L     |
| Cividale | Staio         | 75,7350  | L     |
| S. Daniele del Friuli, Gemona, Venzone, Azzano Decimo, Morsano, S. Vito al Tagliamento, Moggio, Pontebba e borgate di Anduids e Cornino | Staio         | 76,5813  | L     |
| Dignano, Erto, Maniaco, Chions, Sesto al Reghena, borgate di Frattina e Fratta | Staio         | 83,3172  | L     |
| Valvasone, Spilimbergo, Castelnuovo del Friuli, borgate di Vidulis, Carpacco | Staio         | 89,3507  | L     |
| Latisana | Staio         | 81,3648  | L     |
| Pordenone, Aviano | Staio         | 97,1983  | L     |
| Porcia, Brugnera, Polcenigo e borgata S. Leonardo | Staio         | 101,6577 | L     |
| Sacile, Prata | Staio         | 93,5077  | L     |
| Tolmezzo | Staio         | 72,2700  | L     |
| Moggio | Staio         | 79,2500  | L     |
| Prodolone (borgata) | Staio         | 76,8200  | L     |

Lo staio di Udine si divide in 2 quarte, la quarta in 3 pesinali, il pesinale in 4 quarti.
Lo staio di Cividale si divide in 6 pesinali, il pesinale in 12 schiffi.
Lo staio di S. Daniele si divide in 4 quarte, la quarta in 4 quartieri. Si divide anche in 6 pesinali.
Lo staio di Dignano (quello di Venezia) si divide in 7 staroli.
Lo staio di Spilimbergo si divide in 4 quarte, la quarta in 4 quartieri o quartaroli.
Lo staio di Latisana si divide in 4 staroli, lo starolo in 4 quartiroli.
Lo staio di Pordenone si divide in 4 quarte, la quarta in 4 quartieri.
Lo staio di Porcia si divide in 4 quarte, la quarta in 4 quartieri o quartiroli.
Lo staio di Sacile si divide in 4 quarte, la quarta in 4 quartieri.
Lo staio di Tolmezzo si divide in 6 pesinali.
Lo staio di Moggio si divide in 4 mezzine.
Lo staio di Prodolone si divide in 4 quarte, la quarta in 4 quartieri.
Nel comune di Gemona si usa pure lo staio uguale a litri 87,1260 diviso in 4 mezzine, oppure in 6 pesinali, uguale allo
staio di Gradisca.
Nei comuni di Maniago ed Erto si usa pure lo staio di Treviso eguale a litri 86,8120.
In qualche comune era puro usato talora il melzen di Vienna pari a litri 61,53.

## Misure di capacità per i liquidi
| Comuni                                                               | Denominazione   | Valore   | Unità |
| -------------------------------------------------------------------- | --------------- | -------- | ----- |
| Tutti i comuni tranne i seguenti                                     | Conzo           | 79,3045  | L     |
| Cividale, Azzano Decimo                                              | Conzo           | 69,5745  | L     |
| Dignano, Tolmezzo                                                    | Conzo o barilla | 64,3859  | L     |
| Latisana                                                             | Orna            | 103,0070 | L     |
| Maniago                                                              | Orna            | 160,4700 | L     |
| Erto                                                                 | Conzo           | 161,1820 | L     |
| Pordenone, Aviano                                                    | Conzo           | 77,2645  | L     |
| Porcia                                                               | Conzo           | 88,7526  | L     |
| Brughera, Prata, borgata S. Leonardo                                 | Conzo           | 84,1193  | L     |
| Sacile, Polcenico                                                    | Orna            | 212,1675 | L     |
| Spilimbergo, distretto di Maniago (meno i comuni di Maniago ed Erto) | Orna            | 150,4365 | L     |
| Castelnuovo del Friuli                                               | Orna            | 135,0150 | L     |
| S. Vito al Tagliamento                                               | Orna            | 97,4043  | L     |
| Chions, Fratta (borgata), Morsano                                    | Orna            | 91,6042  | L     |
| Cordovado                                                            | Orna            | 85,5002  | L     |
| Valvasone                                                            | Orna            | 132,3600 | L     |
| Belgrado, borgata di Varmo                                           | Conzo           | 101,9500 | L     |
| Vidulis, borgata di Dignano                                          | Orna            | 143,2100 | L     |
| Carpacco, borgata di Dignano                                         | Conzo           | 81,0220  | L     |
| S. Tommaso, borgata di S. Daniele                                    | Orna            | 150,4300 | L     |
| Anduius, borgata di S. Vito d'Asio                                   | Orna            | 160,4365 | L     |
| Cornino, borgata di Forgaria                                         | Orna            | 125,8775 | L     |
| Sesto al Reghena                                                     | Orna            | 86,7400  | L     |
| Prodolone, borgata di S. Vito                                        | Orna            | 96,6500  | L     |

Il conzo di Udine si divide in 4 secchie, la secchia in 16 boccali.
Nella città di Udine la misura per il mosto ragguagliava litri 83,95.
Il conzo di Cividale e quelli di Tolmezzo, Brugnera, Pordenone e Porcia si dividono in 60 boccali.
Il conzo di Dignano si divide in 56 boccali. In questo comune si usa un'orna di 48 degli stessi boccali, divisa in 4 secchie di 12 boccali ciascuna.
L'orna di Latisana e quelle di Maniago e Sesto si dividono in 72 boccali.
Il conzo di Erto si divide in 90 boccali, od anche in 96.
L'orna di Sacile si divide in 160 boccali.
L'orna di Spilimbergo e quelle di S. Vito e S. Tommaso si dividono in 84 boccali.
L'orna di Castelnuovo si divide o in 96 boccali o in 216 bozze.
Le orne di Chions, Cordovado, Valvasone, ed il conzo di Carpacco si dividono in 96 boccali.
Il conzo di Belgrado si divide in 84 boccali, come quello di Udine.
L'orna di Vidulis si divide in 168 bozze.
L'orna d'Anduius, si divide in 192 bozze.
L'orna di Cornino si divide in 196 bozze.
In San Daniele il conzo di Udine si divide in 112 bozze.
L'orna di Prodolone si divide in 78 boccali.
In Aviano si usavano del pari la misura di Udine e quella di Pordenone.
In tutta la provincia si usava per l'olio un'orna uguale a litri 65,30 divisa in 4 mire, il miro è di 25 libbre grosse di Venezia.
In qualche comune si usava anche per il vino l'emero (eimer) di Vienna, pari a litri 56,57.

## Pesi
| Comuni | Denominazione  | Valore  | Unità |
| --- | -------------- | ------- | ----- |
| Tutti i comuni | Libbra sottile | 301,230 | g     |
| Distretti di Udine, S. Vito, S. Daniele, Codroipo, Latisana, Palma, Cividale, S. Pietro, Tolmezzo, Gemona, Tarcento, comuni di Arba, Clauzetto, Spilimbergo, Forgaria, Pinzano, S. Giorgio, Sequals, S. Vito d'Asio, Vivaro, Azzano, Zoppola, Ampezzo, Preone, Enemonzo, Raveo, Sauris, Socchieve                                                  | Libbra grossa  | 476,999 | g     |
| Distretti di Sacile, Moggio, Comuni di Castelnuovo, Meduno, Travesio, Maniago, Tramonti di Sopra, Andreis, Tramonti di Sotto, Barcis, Cavasso, Cimolais, Frisanco, Claut, Fanna, Pordenone, Erto, Cordenons, Pasiano, Fiume, Porcia, Fontanafredda, Prata, Roveredo, Vallenoncello, Aviano, Forni di Sopra, Forni di Sotto, Montereale, S. Quirino | Libbra grossa  | 516,749 | g     |

La libbra si divide in 12 once. Cento libbre fanno un centinaio.
I farmacisti usavano la libbra medica viennese uguale a grammi 420,008, e anche la libbra sottile veneta, usata pure nel comune commercio.
Gli orefici usavano il marco di Venezia di 8 once uguale a Grammi 238,499. L'oncia del marco si divide in 144 carati, il carato in 4 grani.
Era pure di qualche uso il pfund di Vienna eguale a grammi 560.

## Territorio
Nel 1874 nella provincia di Udine erano presenti 180 comuni divisi in 17 distretti.
- Ampezzo • Ampezzo, Enemonzo, Forni di Sopra, Forni di Sotto, Preone, Raveo, Sauris, Socchieve
- Cividale del Friuli • Attimis, Buttrio in Piano, Castel del Monte Udinese, Cividale del Friuli, Corno di Rosazzo, Faedis, Ipplis, Manzano, Moimacco, Povoletto, Premariacco, Prepotto, Remanzacco, San Giovanni di Manzano, Torreano
- Codroipo • Bertiolo, Camino di Codroipo, Codroipo, Rivolto, Sedegliano, Talmassons, Varmo
- Gemona • Artegna, Bordano, Buja, Gemona, Montenars, Osoppo, Trasaghis, Venzone
- Latisana • Latisana, Muzzana del Turgnano, Palazzolo dello Stella, Pocenia, Precenicco, Rivignano, Ronchis, Teor
- Maniago • Andreis, Arba, Barcis, Cavasso Nuovo, Cimolais, Claut, Erto e Casso, Fanna, Frisanco, Maniago, Vivaro
- Moggio Udinese • Chiusaforte, Dogna, Moggio Udinese, Pontebba, Raccolana, Resia, Resiutta
- Palmanova • Bagnaria Arsa, Bicinicco, Carlino, Castions di Strada, Gonars, Marano Lagunare, Palmanova, Porpetto, San Giorgio di Nogaro, Santa Maria la Longa, Trivignano Udinese
- Pordenone • Aviano, Azzano Decimo, Cordenons, Fiume, Fontanafredda, Montereale Cellina, Pasiano, Porcia, Pordenone, Prata di Pordenone, Roveredo in Piano, San Quirino, Vallenoncello, Zoppola
- Sacile • Brugnera, Budoia, Caneva, Polcenigo, Sacile
- San Daniele del Friuli • Colloredo di Monte Albano, Coseano, Dignano, Fagagna, Majano, Moruzzo, Ragogna, Rive d'Arcano, San Daniele del Friuli, San Odorico, San Vito di Fagagna
- San Pietro al Natisone • Drenchia, Grimacco, Rodda, San Leonardo, San Pietro al Natisone, Savogna, Stregna, Tarcetta
- San Vito al Tagliamento • Arzene, Casarsa della Delizia, Chions, Cordovado, Morsano, Pravisdomini, San Martino al Tagliamento, San Vito al Tagliamento, Sesto al Reghena, Valvasone
- Spilimbergo • Castelnovo del Friuli, Clauzetto, Forgaria nel Friuli, Meduno, Pinzano al Tagliamento, San Giorgio della Richinvelda, Sequals, Spilimbergo, Tramonti di Sopra, Tramonti di Sotto, Travesio, Vito d'Asio
- Tarcento • Cassacco, Ciseriis, Collalto della Soima, Lusevera, Magnano in Riviera, Nimis, Platischis, Tarcento, Treppo Grande, Tricesimo
- Tolmezzo • Amaro, Arta, Cavazzo Carnico, Cercivento, Comeglians, Forni Avoltri, Lauco, Ligosullo, Ovaro, Paluzza, Paularo, Prato Carnico, Ravascletto, Rigolato, Sutrio, Tolmezzo, Treppo Carnico, Verzegnis, Villa Santina, Zuglio
- Udine • Campoformido, Feletto Umberto, Lestizza, Martignacco, Mereto di Tomba, Mortegliano, Pagnacco, Pasian di Prato, Pasian Schiavonesco, Pavia di Udine, Pozzuolo del Friuli, Pradamano, Reana del Rojale, Tavagnacco, Udine